# Nick Swaney
Nick Swaney, född 9 september 1997, är en amerikansk professionell ishockeyforward som är kontrakterad till Minnesota Wild i National Hockey League (NHL) och spelar för Iowa Wild i American Hockey League (AHL).
Han har tidigare spelat för Minnesota Duluth Bulldogs i National Collegiate Athletic Association (NCAA) och Waterloo Black Hawks i United States Hockey League (USHL).
Swaney draftades av Minnesota Wild i sjunde rundan i 2017 års draft som 209:e spelare totalt.

## Statistik
| 2012–2013   | Lakeville South Cougars   |             | 25  | 12 | 13 | 25  | 7  | 3  | 1 | 2 | 3  | 0 |
| 2013–2014   | Lakeville South Cougars   |             | 24  | 13 | 31 | 44  | 14 | 2  | 2 | 4 | 6  | 2 |
|             | Waterloo Black Hawks      | USHL        | 4   | 1  | 0  | 1   | 2  | —  | — | — | —  | — |
| 2014–2015   | Lakeville South Cougars   |             | 24  | 25 | 32 | 57  | 0  | 2  | 4 | 0 | 4  | 0 |
|             | Team Map South Hockey     |             | 20  | 9  | 18 | 27  | 27 | 3  | 2 | 4 | 6  | 2 |
|             | Waterloo Black Hawks      | USHL        | 15  | 9  | 4  | 13  | 0  | —  | — | — | —  | — |
| 2015–2016   | Waterloo Black Hawks      | USHL        | 54  | 30 | 20 | 50  | 26 | 9  | 5 | 4 | 9  | 2 |
| 2016–2017   | Waterloo Black Hawks      | USHL        | 47  | 26 | 25 | 51  | 12 | 8  | 1 | 1 | 2  | 6 |
| 2017–2018   | Minnesota Duluth Bulldogs | NCAA        | 35  | 6  | 16 | 22  | 6  | —  | — | — | —  | — |
| 2018–2019   | Minnesota Duluth Bulldogs | NCAA        | 40  | 15 | 10 | 25  | 0  | —  | — | — | —  | — |
| 2019–2020   | Minnesota Duluth Bulldogs | NCAA        | 31  | 12 | 14 | 26  | 4  | —  | — | — | —  | — |
| 2020–2021   | Minnesota Duluth Bulldogs | NCAA        | 28  | 13 | 15 | 28  | 10 | —  | — | — | —  | — |
|             | Iowa Wild                 | AHL         | 6   | 1  | 1  | 2   | 0  | —  | — | — | —  | — |
| 2021–2022   | Iowa Wild                 | AHL         | 62  | 16 | 22 | 38  | 18 | —  | — | — | —  | — |
| 2022–2023   | Minnesota Wild            | NHL         | 1   | 0  | 0  | 0   | 0  | —  | — | — | —  | — |
|             | Iowa Wild                 | AHL         | 46  | 16 | 12 | 28  | 14 | —  | — | — | —  | — |
| NHL totalt  | NHL totalt                | NHL totalt  | 1   | 0  | 0  | 0   | 0  | —  | — | — | —  | — |
| AHL totalt  | AHL totalt                | AHL totalt  | 114 | 33 | 35 | 68  | 32 | —  | — | — | —  | — |
| NCAA totalt | NCAA totalt               | NCAA totalt | 134 | 46 | 55 | 101 | 20 | —  | — | — | —  | — |
| USHL totalt | USHL totalt               | USHL totalt | 120 | 66 | 49 | 115 | 40 | 17 | 6 | 5 | 11 | 8 |

### Internationellt
| Källa: Uppdaterad: 2023-04-14 | Källa: Uppdaterad: 2023-04-14 | Källa: Uppdaterad: 2023-04-14 |         | Utv = Utvisningsminuter | Utv = Utvisningsminuter | Utv = Utvisningsminuter | Utv = Utvisningsminuter | Utv = Utvisningsminuter |
| År                            | Lag                           | Mästerskap                    | Matcher | Mål                     | Assists                 | Poäng                   | Utv                     |                         |
| ----------------------------- | ----------------------------- | ----------------------------- | ------- | ----------------------- | ----------------------- | ----------------------- | ----------------------- | ----------------------- |
| 2014                          | USA                           | Ivan Hlinka                   | 5       | 0                       | 2                       | 2                       | 4                       |                         |
| Junior totalt                 | Junior totalt                 | Junior totalt                 | 5       | 0                       | 2                       | 2                       | 4                       |                         |